# Meseregény
A meseregény átmeneti szépirodalmi műfaj. 

## Sajátosságai
Első megközelítésben terjedelmi, kompozíciós sajátosságait és cselekménybonyolítását tekintve a regény műfaji jellemzőit követi, a benne megjelenő hősök, motívumok és történetek viszont inkább a mesei világ fantasztikumait idézik. Másik megközelítésben azonban a mese és regény széles skálán mozgó definíciói már eleve megnehezítik a közös metszet megragadását, ezért a meseregényre mint átmeneti műfajra adható legpontosabb meghatározás: „mese és regény egyben”. Még nagyobb nehézségekbe ütközhet a meseregény és a napjainkban közkeletű fantasy irodalom közötti különbségek pontos meghatározása.

## Keletkezése
Kialakulását és hagyományait tekintve a mese elsősorban felnőttműfaj volt, de a 18. század végétől fokozatosan funkcióit vesztő, fantasztikumában és motívumaiban beszűkült, szövegében és mondanivalójában is kompakt, könnyen érthető üzeneteket hordozó, jobbára didaktikus gyermekirodalommá lett, amely a felnőttvilág érdeklődésére már nem is tarthatott számot. Bizonyos szempontból az így támadt űrt tölti be a meseregény, amely a rövid, lineáris mesei formákat, tárgyválasztást, világ-, tér- és időszemléletet a modern ember gondolatvilágához, látásmódjához és életélményéhez igazodva korszerűsíti, azaz voltaképpen a regény műfaji sajátosságaihoz igazítja a témáját, de a mesében ismeretlen fantasztikus elemekkel oldja meg az alapkonfliktust, emellett kibontja a szereplők jellemét, cselekményeit, motivációit és érzelmi viszonyulásait.
Jellemzően gyermek- és ifjúsági irodalom, de ismertek a felnőttek által is kedvelt meseregények, mint például Carroll Alice Csodaországban (1862), Milne Micimackó (1926), Tolkien A Gyűrűk ura (1954–1955) című regényei vagy Rowling Harry Potter-meseregényfolyama (1997–2007), a magyar irodalomban Lázár Ervin Szegény Dzsoni és Árnika (1981) vagy A Négyszögletű Kerek Erdő (1985) című regényei, illetve kifejezetten felnőttmesék, mint például Kolozsvári Grandpierre Emil politikai színezetű A csillagszemű (1953), Háy János Dzsigerdilen (1996) és Xanadu (1999), Darvasi László A könnymutatványosok legendája (1999) című regényei.